# Елзен
Елзен (њем. Ölsen) општина је у њемачкој савезној држави Рајна-Палатинат. Једно је од 119 општинских средишта округа Алтенкирхен (Вестервалд). Према процјени из 2010. у општини је живјело 95 становника. Посједује регионалну шифру (AGS) 7132087.

## Географски и демографски подаци
Елзен се налази у савезној држави Рајна-Палатинат у округу Алтенкирхен (Вестервалд). Општина се налази на надморској висини од 281 метра. Површина општине износи 2,3 km². У самом мјесту је, према процјени из 2010. године, живјело 95 становника. Просјечна густина становништва износи 42 становника/km².